# Gogmagog
Gogmagog war ein Riese in der angelsächsischen Mythologie. Er war dreieinhalb Meter groß und so stark, dass er ganze Eichenbäume wie Haselnussruten ausreißen konnte. Etymologisch wird damit die biblische Erzählung von Gog und Magog aufgenommen, der Name könnte aber möglicherweise auch auf Gawr Madoc zurückgehen (Gawr = Riese).
Geoffrey von Monmouth erzählt in der Historia Regum Britanniae, d. h. in der Geschichte der Könige Britanniens um 1136, wie die Insel Britannien unter Brutus von trojanischen Flüchtlingen  besiedelt wurde. Corineus, einer seiner Gefolgsleute, wurde der Herrscher von Cornwall, wo es besonders viele Riesen gab.
Als Gogmagog und zwanzig andere Riesen Brutus während eines Gottesdienstes angriffen, ließ er sie töten bis auf Gogmagog, der zu seiner Unterhaltung mit Corineus ringen sollte. Gogmagog brach Corineus drei Rippen, aber dann schleppte ihn dieser an die Küste und warf ihn von den Klippen ins Meer, wo er zerschellte.